# 高庄镇 (安阳县)
高庄镇，是中华人民共和国河南省安陽市安阳县下辖的一个乡镇级行政单位。2017年由文峰区划归安阳县。

## 行政区划
高庄镇下辖以下地区：
高庄村、雷市庄村、文兰市庄村、桑园村、辛家庄村、韩河固村、杨河固村、胡官屯村、西崇固村、东崇固村、朱家营村、西小寒村、东小寒村、开信村、蒋台村、蒋台屯村、遵贵屯村、前遵贵村、后遵贵村、伯台村、东正寺村、西正寺村、汪流村、汪流屯村、东小庄村、大官庄村和张河固村。